# Nałęczów (gemeente)
De gemeente Nałęczów is een stad- en landgemeente in het Poolse woiwodschap Lublin, in powiat Puławski.
De zetel van de gemeente is in Nałęczów.
Op 30 juni 2004 telde de gemeente 9549 inwoners.

## Oppervlakte gegevens
In 2002 bedroeg de totale oppervlakte van gemeente Nałęczów 62,86 km², waarvan:
- agrarisch gebied: 82%
- bossen: 7%

De gemeente beslaat 6,74% van de totale oppervlakte van de powiat.

## Demografie
Stand op 30 juni 2004:
| Omschrijving                   | Totaal | Totaal | Vrouwen | Vrouwen | Mannen | Mannen |
| ------------------------------ | ------ | ------ | ------- | ------- | ------ | ------ |
| eenheid                        | aantal | %      | aantal  | %       | aantal | %      |
| inwoners                       | 9549   | 100    | 5096    | 53,4    | 4453   | 46,6   |
| bevolkingsdichtheid (inw./km²) | 151,9  | 151,9  | 81,1    | 81,1    | 70,8   | 70,8   |

In 2002 bedroeg het gemiddelde inkomen per inwoner 1867,4 zł.

## Plaatsen
Antopol, Bochotnica-Kolonia, Bronice, Cynków, Czesławice, Drzewce, Drzewce-Kolonia, Paulinów, Piotrowice, Sadurki, Strzelce.

## Aangrenzende gemeenten
Garbów, Jastków, Kurów, Markuszów, Wąwolnica, Wojciechów